# 久慈町 (茨城県)
久慈町（くじまち）は茨城県久慈郡にかつて存在した町である。

## 地理
現日立市の南部・久慈川の河口付近一帯に位置し、太平洋に面して久慈漁港がある。

## 歴史

### 村域の変遷
- 1889年（明治22年）4月1日 - 町村制施行により、久慈村が単独で村制施行し久慈郡久慈村が発足。
- 1894年（明治27年）7月20日 - 久慈村が町制施行し久慈町となる。
- 1955年（昭和30年）2月15日 - 東小沢村・坂本村・中里村・多賀郡多賀町・日高村とともに日立市へ編入され、消滅。

変遷表
| 1868年 以前 | 1868年 以前 | 明治22年 4月1日 | 明治27年 7月20日 | 昭和30年 2月15日 | 現在   |
| ----------- | ----------- | --------------- | ---------------- | ---------------- | ------ |
|             | 久慈村      | 久慈村          | 町制             | 日立市 に編入    | 日立市 |

## 人口・世帯

### 人口
総数 [単位： 人]
| 1891年（明治22年） | 2,427  |
| 1920年（大正 9年） | 5,685  |
| 1935年（昭和10年） | 8,357  |
| 1950年（昭和25年） | 11,111 |

### 世帯
総数 [単位： 世帯]
| 1920年（大正 9年） | 1,220 |
| 1935年（昭和10年） | 1,665 |
| 1950年（昭和25年） | 2,224 |

## 交通

### 鉄道
- 日立電鉄
  - 日立電鉄線（2005年4月1日に廃止）
    - 久慈浜駅

久慈〜水木の久慈軌道や久慈町自身で大甕駅〜久慈を結ぶ計画もあったが日立電鉄線に免許が下り、実現しなかった。